# Saint-Laurent-de-Lin
Saint-Laurent-de-Lin település Franciaországban, Indre-et-Loire megyében. Lakosainak száma 344 fő (2022. január 1.). Saint-Laurent-de-Lin Channay-sur-Lathan, Château-la-Vallière, Courcelles-de-Touraine, Lublé és Noyant-Villages községekkel határos.

## Népesség
A település népessége az elmúlt években az alábbi módon változott:
| Lakosok száma | 328  | 267  | 227  | 254  | 331  | 324  | 322  | 319  | 327  | 344  |
|               | 1968 | 1982 | 1990 | 2006 | 2013 | 2015 | 2017 | 2019 | 2020 | 2022 |